# Conzattia sericea
Conzattia sericea är en ärtväxtart som beskrevs av Paul Carpenter Standley. Conzattia sericea ingår i släktet Conzattia, och familjen ärtväxter. Inga underarter finns listade i Catalogue of Life.